# Melbourne Track Classic 2016
Il Melbourne Track Classic 2016 è stato la 19ª edizione dell'annuale meeting di atletica leggera; le competizioni hanno avuto luogo all'Olympic Park Stadium di Melbourne, il 5 marzo 2016. Il meeting è stato anche la tappa inaugurale del circuito IAAF World Challenge 2016.

## Risultati[1]

### Uomini
| Specialità          | 1º classificato  | Prestazione | 2º classificato      | Prestazione | 3º classificato           | Prestazione |
| 100 m               | Aaron Stubbs     | 10"34       | Joseph Millar        | 10"40       | Mitchell Williams-Swain   | 10"50       |
| 200 m               | Alex Hartmann    | 20"76       | Joseph Millar        | 20"95       | Ryan Bedford              | 21"26       |
| 800 m               | David Rudisha    | 1'44"78     | Luke Mathews         | 1'45"16     | James Gurr                | 1'46"09     |
| 1500 m              | Ryan Gregson     | 3'38"06     | James Kiplagat Magut | 3'40"03     | Collis Birmingham         | 3'40"16     |
| 5000 m              | Brett Robinson   | 13'33"13    | Sam McEntee          | 13'33"73    | Elijah Kipchirchir Kiptoo | 13'35"28    |
| 400 m ostacoli      | Michael Cochrane | 50"48       | Cameron French       | 50"57       | Leigh Bennett             | 51"02       |
| Marcia 5000 m       | Dane Bird-Smith  | 18'38"97    | Rhydian Cowley       | 19'26"76    | Michael Hosking           | 19'31"24    |
| Salto in lungo      | Darcy Roper      | 7.74 m      | Chris Mitrevski      | 7.66 m      | Angus Gould               | 7.55 m      |
| Getto del peso      | Tomas Walsh      | 20.87 m     | Damien Birkinhead    | 20.16 m     | Matt Cowie                | 16.72 m     |
| Lancio del martello | Matthew Denny    | 68.63 m     | Huw Peacock          | 65.51 m     | Matthew Bloxham           | 61.30 m     |

### Donne
| Specialità             | 1º classificato       | Prestazione | 2º classificato    | Prestazione | 3º classificato    | Prestazione |
| 400 m                  | Morgan Mitchell       | 52"16       | Christine Day      | 52"68       | Anneliese Rubie    | 52"89       |
| 1500 m                 | Jenny Blundell        | 4'16"63     | Heidi See          | 4'16"75     | Bridey Delaney     | 4'17"41     |
| 3000 m siepi           | Madeline Heiner Hills | 9'34"44     | Genevieve LaCaze   | 9'43"93     | Victoria Mitchell  | 9'54"54     |
| 100 m ostacoli         | Michelle Jenneke      | 13"14       | Brianna Beahan     | 13"26       | Abbie Taddeo       | 13"50       |
| 400 m ostacoli         | Lauren Wells          | 56"78       | Lora Storey        | 57"79       | MacKenzie Keenan   | 58"89       |
| Marcia 5000 m          | Beki Smith            | 21'19"46    | Tanya Holliday     | 21'44"82    | Stephanie Stigwood | 22'51"33    |
| Salto in alto          | Eleanor Patterson     | 1.93 m      | Zoe Timmers        | 1.83 m      | Nicola McDermott   | 1.83 m      |
| Salto con l'asta       | Alana Boyd            | 4.71 m      | Liz Parnov         | 4.30 m      | Vicky Parnov       | 4.20 m      |
| Salto triplo           | Nneka Okpala          | 13.89 m     | Ellen Pettitt      | 13.20 m     | Valeriya Zavyalova | 13.14 m     |
| Getto del peso         | Kimberley Mulhall     | 14.79 m     | Christie Baker     | 14.72 m     | Chelsea Lenarduzzi | 14.66 m     |
| Lancio del disco       | Jade Lally            | 59.94 m     | Taryn Gollshewsky  | 58.91 m     | Kimberley Mulhall  | 52.50 m     |
| Lancio del giavellotto | Kathryn Mitchell      | 64.37 m     | Kelsey-Lee Roberts | 56.10 m     | Monique Cilione    | 50.44 m     |